# Awka
Awka è una località nigeriana di 144 696 abitanti.
È il capoluogo dello Stato Federato di Anambra.